# 장유문화센터
장유문화센터는 경상남도 김해시 대청동에 있는 도서관이다. 공연장 시설도 구비되어 있다.

## 연혁
- 1999 장유도서관 건물 착공
- 2002.2.20 장유도서관 준공
- 2002.3.23 김해시립도서관 조례개정
- 2002.3.26 시범운영
- 2002.4.1 개관식
- 2004.8.1 도서관 중, 개축 (유아실, 전산교육장 신설)
- 2005.1.7 상설알뜰도서교환장터 설치운영
- 2007.1.4 도서관증축및 리모델링(실버자료실, 동화사랑방 신설)
- 2008.7.1 도서관 야간운영 (인문자연과학실, 예술어문학실)